# 太平 (王始)
太平（たいへい）は、五胡十六国時代に反乱を起こした王始が使用した私年号。403年?。
『資治通鑑』や『晋書』には自称太平皇帝とのみ記載され、元号として扱われていないが、李兆洛の『紀元編』で王始的年号為太平とある。元号として実在が定説化されてはいない。

## 西暦との対照表
| 太平 | 元年  |
| 西暦 | 403年 |
| 干支 | 癸卯  |